# August Friedrich von Gottschalck
August Friedrich Gottschalck, seit 1805 von Gottschalck (* 24. Juli 1785 in Sondershausen; † 1861 in Dresden) war ein sächsischer Generalmajor.

## Leben
August Friedrich Gottschalck war ein Sohn des Regierungs- und Konsistorialrats Georg Karl Ludwig Gottschalck (* 22. Juni 1733, † 1. Oktober 1805) im Fürstentum Schwarzburg-Sondershausen. Der Vater veranlasste den Neubau des bekannten Gottschalckschen Hauses in Sondershausen. Aus anderen Ehen des Vaters hatte er zahlreiche Halbgeschwister, u. a. die Verwaltungsjuristen Adolf Gottschalck und Carl Gottschalck, sowie der Sagensammler Friedrich Gottschalck.
August Friedrich trat 1799 in das Chevauxleger-Regiments Prinz Clemens der kurfürstlich-sächsischen Armee ein und avancierte in diesem 1801 zum Sousleutnant. Er nahm an den Koalitionskriegen auf französischer Seite teil und stieg 1809 zum Premierleutnant und 1812 zum Kapitän auf. Er wurde bei der Schlacht von Jena und am 27. Juli 1812 bei Kobryn schwerstens verwundet und geriet bei Letzterer in russische Kriegsgefangenschaft, wobei er zunächst in Kiew und dann in Białystok interniert wurde. Nach seiner Rückkehr aus der Kriegsgefangenschaft am 1. Januar 1814 wurde er als Rittmeister im Husaren-Regiment angestellt und zeichnete sich bei Courtray aus.
Nach Ende der Kampfhandlungen durchlief er eine typische militärische Laufbahn und stieg 1823 zum Major beim ersten leichten Reiter-Regiment auf, wonach er 1829 als etatsmäßiger Stabsoffizier zum zweiten leichten Reiter-Regiment kam. 1833 wurde er zum Oberstleutnant befördert und übernahm am 7. März 1835 unter Beförderung zum Oberst das Regimentskommando über das Garde-Reiter-Regiment. Unter Genehmigung seines Abschiedsgesuches wurde er am 10. Dezember 1846 mit dem Charakter eines Generalmajors zur Disposition gestellt.
1805 wurde er vom Fürsten Günther Friedrich Karl zu Schwarzburg-Sondershausen nobilitiert, dessen Anerkennung in Sachsen 1824 erfolgte. Er war seit 1816 mit Friederike Marianne von Gottschalck verheiratet.